# Віллар-Пероза
Віллар-Пероза (італ. Villar Perosa, п'єм. Ël Vilar ëd Perosa) — муніципалітет в Італії, у регіоні П'ємонт,  метрополійне місто Турин.
Віллар-Пероза розташований на відстані близько 540 км на північний захід від Рима, 40 км на південний захід від Турина.
Населення — 4109 осіб (2014).
Щорічний фестиваль відбувається 29 червня; останньої понеділка липня (festa patronale). Покровитель — святий Петро.

## Демографія
Населення за роками:

Станом на 1 січня 2023 року в муніципалітеті офіційно проживав 261 іноземець з 33 країн, серед них 119 громадян країн Євросоюзу та 1 громадянин України.

## Сусідні муніципалітети
- Інверсо-Пінаска
- Пінаска
- Порте
- Сан-Джермано-Кізоне
- Сан-П'єтро-Валь-Леміна